# NRP Vouga (1920)
Pour les articles homonymes, voir NRP Vouga.
Le NRP Vouga était un destroyer de classe Guadiana construit pour la marine portugaise dans les années 1910 et au début des années 1920.

## Conception
La marine portugaise avait eu du mal à obtenir des fonds pour de nouveaux navires après les années 1890, quand un certain nombre de croiseurs protégés et de petits bâtiments avaient été construits. La marine portugaise a néanmoins fait des tentatives répétées pour lancer des programmes de construction navale ambitieux. Après le renversement de la monarchie portugaise en 1910, la marine soumet en 1912 un autre grand plan de construction navale, que le nouveau gouvernement républicain approuve, mais dont il réduit ensuite la portée en 1920. Le plan révisé prévoyait deux nouveaux croiseurs, six destroyers et trois sous-marins. La classe Guadiana de quatre destroyers constituait une partie importante du programme. La conception des nouveaux navires a été réalisée par Yarrow Shipbuilders.

## Caractéristiques
Les navires de la classe Guadiana mesuraient 73,2 m de long, avec un maître-bau de 7,2 m et un tirant d'eau de 2,3 m. Ils avaient un déplacement de 523 tonnes à charge standard et jusqu’à 670 tonnes à pleine charge. Les superstructures étaient composées d’une petite passerelle à l’avant et d’un poste de commandement secondaire plus petit placé plus à l’arrière. Chaque navire avait un mât unique, immédiatement en arrière de la passerelle principale. Les navires avaient une étrave droite et une teugue courte qui se terminait devant la passerelle. Selon la revue annuelle de Conway intitulée All the World’s Fighting Ships, chaque navire avait un équipage de 80 officiers et hommes du rang,, mais le Journal of the American Society of Naval Engineers contemporain annonce un effectif total de 72 hommes, dont 5 officiers.
Les navires étaient propulsés par deux turbines à vapeur Parsons qui entraînaient trois hélices, avec une turbine haute pression sur l’arbre central et deux turbines basse pression ainsi que des turbines inversées sur les arbres extérieurs. La vapeur était fournie par trois chaudières Yarrow à tubes d’eau, chacune ventilée par une cheminée individuelle. Les moteurs ont été conçus pour produire 11000 ch (8200 kW) à une vitesse maximale de 27 nœuds (50 km/h). À une vitesse plus économique de 15 nœuds (28 km/h), les navires pouvaient parcourir 1600 milles marins (3000 km). Les navires avaient une capacité de stockage de charbon de 148 tonnes,.
Les navires étaient équipés d’un unique canon de 102 mm et de deux canons de 76 mm, ainsi que de quatre tubes lance-torpilles de 18 pouces (457 mm). Le canon de 102 mm était placé sur le gaillard d'avant et les canons de 76 mm étaient montés plus à l’arrière dans l’axe du navire, un entre la première et la deuxième cheminée, et l’autre canon plus à l’arrière. Les trois canons étaient placés sur des plates-formes surélevées pour leur donner de meilleurs champs de tir. Les tubes lance-torpilles étaient répartis en deux affûts doubles, également sur l’axe central du navire, un à l’arrière de la troisième cheminée et l’autre à la poupe,. Les canons ont été fournis par la Elswick Ordnance Company située au Royaume-Uni.

## Historique des services
Le Vouga a été construit à l’Arsenal de la Marine de Lisbonne et a été lancé le 19 avril 1920.
Le navire coule accidentellement le 1er mai 1931 durant l'opération amphibie menée par le gouvernement portugais pour mettre fin à la révolte de Madère.